# Parigi-Roubaix 1972
La Parigi-Roubaix 1972, settantesima edizione della corsa, fu disputata il 16 aprile 1972, per un percorso totale di 272,5 km. Fu vinta dal belga Roger De Vlaeminck, giunto al traguardo con il tempo di 7h24'05" alla media di 36,187 km/h davanti a André Dierickx e Barry Hoban.
Presero il via da Compiègne 160 ciclisti, 49 di essi tagliarono il traguardo a Roubaix.
Per Roger De Vlaeminck fu la prima delle quattro vittorie nella corsa, cosa che col passare delle vittorie gli valse il soprannome Monsier Roubaix.

## Ordine d'arrivo (Top 10)
| Pos. | Corridore              | Squadra     | Tempo   |
| ---- | ---------------------- | ----------- | ------- |
| 1    | Roger De Vlaeminck     | Dreher      | 7h24'05 |
| 2    | André Dierickx         | Beaulieu    | a 1'57" |
| 3    | Barry Hoban            | Gan-Mercier | a 2'13" |
| 4    | Willy Teirlinck        | Sonolor     | a 2'34" |
| 5    | Willy Van Malderghem   | Watney-Avia | a 2'36" |
| 6    | Gustaaf Van Roosbroeck | Watney-Avia | a 2'39" |
| 7    | Eddy Merckx            | Molteni     | s.t.    |
| 8    | Eddy Peelman           | Gan-Mercier | s.t.    |
| 9    | Ole Ritter             | Dreher      | s.t.    |
| 10   | Raymond Poulidor       | Gan-Mercier | s.t.    |